# Amytornis
Amytornis é um gênero de ave da família Maluridae.

## Espécies
- Amytornis barbatus Favaloro & McEvey, 1968
- Amytornis housei (Milligan, 1902)
- Amytornis woodwardi Hartert, 1905
- Amytornis dorotheae (Mathews, 1914)
- Amytornis merrotsyi Mellor, 1913
- Amytornis striatus Gould, 1840
- Amytornis goyderi (Gould, 1875)
- Amytornis textilis (Dumont, 1824)
- Amytornis purnelli (Mathews, 1914)
- Amytornis ballarae Condon 1969